# 潼川禮拜堂
潼川禮拜堂是位於四川省綿陽市三台縣城的基督教新教教堂，原為英國公誼會（貴格會）三台月會的福音堂。

## 歷史
潼川府（今三台縣）是英國公誼會差會傳教士陶維新（Robert John Davidson）和瑪莉·珍·戴維森（Mary Jane Davidson）於1887年到達四川後第一個造訪的地方，他們暫居在一名當地穆斯林家中。但因當地官府的反對，傳教受阻。僵持兩年後，1889年，戴維森夫妻只得轉往重慶府開闢教會。

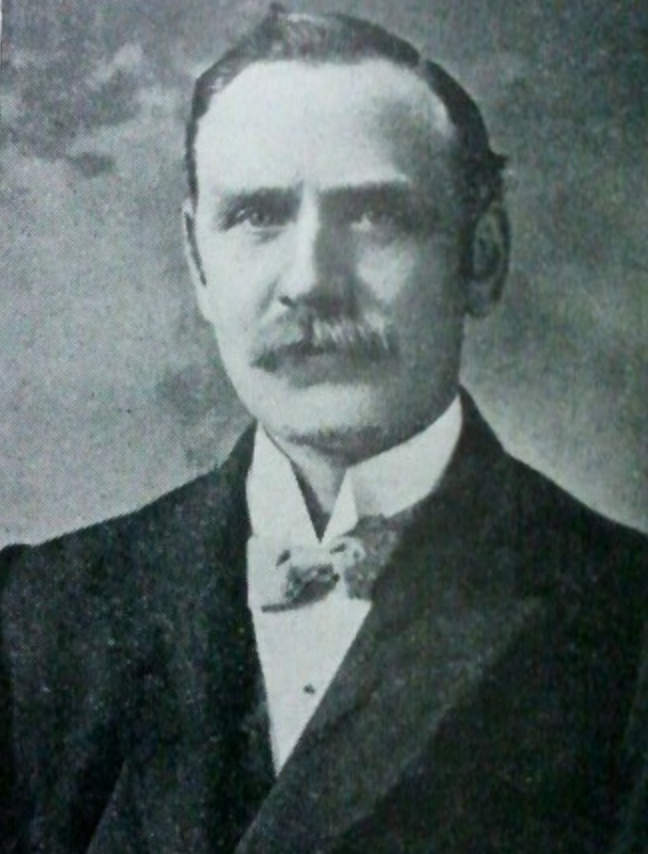
梅益盛

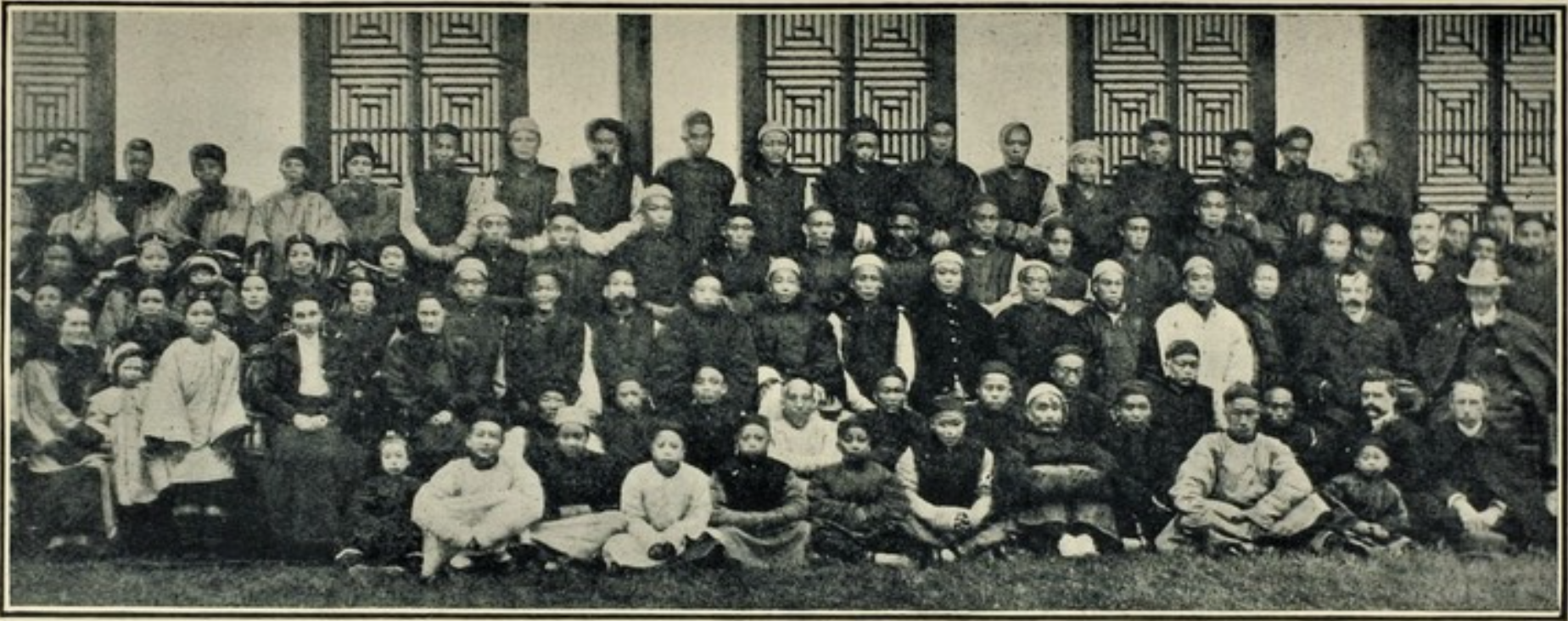
1904年到訪潼川公誼會的代表團在禮拜堂外合影

1900年，公誼會差會再次進入潼川府，派遣傳教士梅益盛（Isaac Mason）管理潼川教務。梅益盛在高水井街（今後北街）租地設教堂，最初是使用幾間廢棄的房屋作為禮拜堂。後來教堂隨傳教站遷至縣城後小灣，並陸續開辦男子學校、女子學校和醫院等教會機構。1921年，教堂擴建成木結構建築四間，佔地210平方米，並有附屬房屋九間共300多平方米，以及木質小洋樓一座。
後來三台月會發展成英國公誼會川北宣教區最大的一派，下轄屬三台本縣的靈興鎮、景福鎮、安居鎮、秋林鎮，以及屬另外九個縣管轄的區域如鹽亭縣的玉龍鎮、射洪市的太和鎮等。大部份教堂都於1940年代關閉。1944年，三台民國地方政府的一份調查顯示當地有公誼會教徒278人，其中男性195人，女性83人。
1954年，共產黨政府設立「自治、自養、自傳」的三自愛國教會，強制在華的所有基督宗教教派斷絕和海外母會的關係，潼川教堂被納入三自體系。1984年，當地政府將沒收的教堂交予三自教會管理。1989年，以「拆除危房」為名，將原教堂全部拆除後在原址修建新堂。現為三台縣基督教三自愛國會駐地。